# Америчка Самоа на Светском првенству у атлетици у дворани
Америчка Самоа је на до сада одржаних 18 Светских првенстава у дворани учествовала 2 пута. Дебитовала је на 15. Светском првенству 2014. у Сопоту и од тада учествовала је још једном 2016. године.
Оба пута учествовала је само у мушкој конкуренцији.
На светским првенствима у дворани Америчка Самоа није освајала медаље, тако да се после Светског првенства 2018. на вечној табели освајача медаља налази на 83. месту у групи земаља које нису освајале медаље. Исто тако атлетичари Америчке Самое никад нису били финалисти неке од дисциплина (првих 8 места), па никад нису били ни на табелама успешности појединих првенстава.
| Место | СП у дворани   |   |   |   |   |
| =<83  | Америчка Самоа | 0 | 0 | 0 | 0 |

## Освајачи медаља на светским првенствима у атлетици у дворани
Нису освајане медаље.

## Учешће и освојене медаље Америчке Самое на светским првенствима у дворани
| Учешће и освојене медаље Америчке Самое на СП | Учешће и освојене медаље Америчке Самое на СП | Учешће и освојене медаље Америчке Самое на СП | Учешће и освојене медаље Америчке Самое на СП | Учешће и освојене медаље Америчке Самое на СП | Учешће и освојене медаље Америчке Самое на СП | Учешће и освојене медаље Америчке Самое на СП | Учешће и освојене медаље Америчке Самое на СП | Учешће и освојене медаље Америчке Самое на СП | Учешће и освојене медаље Америчке Самое на СП | Учешће и освојене медаље Америчке Самое на СП | Учешће и освојене медаље Америчке Самое на СП | Учешће и освојене медаље Америчке Самое на СП | Учешће и освојене медаље Америчке Самое на СП | Учешће и освојене медаље Америчке Самое на СП | Учешће и освојене медаље Америчке Самое на СП | Учешће и освојене медаље Америчке Самое на СП | Учешће и освојене медаље Америчке Самое на СП |
| СП                                            | Учесника                                      | Муш.                                          | Жене                                          | дисц.                                         |                                               |                                               |                                               |                                               | Пласман                                       | 4.М                                           | 5.М                                           | 6.М                                           | 7.М                                           | 8.М                                           | УК фин.                                       | Пл. ТУ                                        | Детаљи                                        |
| --------------------------------------------- | --------------------------------------------- | --------------------------------------------- | --------------------------------------------- | --------------------------------------------- | --------------------------------------------- | --------------------------------------------- | --------------------------------------------- | --------------------------------------------- | --------------------------------------------- | --------------------------------------------- | --------------------------------------------- | --------------------------------------------- | --------------------------------------------- | --------------------------------------------- | --------------------------------------------- | --------------------------------------------- | --------------------------------------------- |
| 1987.—2012.                                   | Није учествовала                              | Није учествовала                              | Није учествовала                              | Није учествовала                              | Није учествовала                              | Није учествовала                              | Није учествовала                              | Није учествовала                              | Није учествовала                              | Није учествовала                              | Није учествовала                              | Није учествовала                              | Није учествовала                              | Није учествовала                              | Није учествовала                              | Није учествовала                              | Није учествовала                              |
| 2014. Сопот                                   | 1                                             | 1                                             | 0                                             | 1                                             | 0                                             | 0                                             | 0                                             | 0                                             | -                                             | 0                                             | 0                                             | 0                                             | 0                                             | 0                                             | 0                                             | 0                                             | [ 1 ]                                         |
| 2016. Портланд                                | 1                                             | 1                                             | 0                                             | 1                                             | 0                                             | 0                                             | 0                                             | 0                                             | -                                             | 0                                             | 0                                             | 0                                             | 0                                             | 0                                             | 0                                             | 0                                             | [ 2 ]                                         |
| 2018. Бирмингем                               | Није учествовала                              | Није учествовала                              | Није учествовала                              | Није учествовала                              | Није учествовала                              | Није учествовала                              | Није учествовала                              | Није учествовала                              | Није учествовала                              | Није учествовала                              | Није учествовала                              | Није учествовала                              | Није учествовала                              | Није учествовала                              | Није учествовала                              | Није учествовала                              | Није учествовала                              |
| 2022. Београд                                 | Није учествовала                              | Није учествовала                              | Није учествовала                              | Није учествовала                              | Није учествовала                              | Није учествовала                              | Није учествовала                              | Није учествовала                              | Није учествовала                              | Није учествовала                              | Није учествовала                              | Није учествовала                              | Није учествовала                              | Није учествовала                              | Није учествовала                              | Није учествовала                              | Није учествовала                              |
| Укупно (2)                                    | 2                                             | 2                                             | 0                                             |                                               | 0                                             | 0                                             | 0                                             | 0                                             | -                                             | 0                                             | 0                                             | 0                                             | 0                                             | 0                                             | 0                                             | 0                                             |                                               |

## Преглед учешћа спортиста Америчке Самое и освојених медаља по дисциплинама на СП у дворани
Стање после СП 2018.
| Дисциплина | Период | Период   | Укупно | Мушки | Жене |   |   |   |   |
| Дисциплина | Прво   | Последње | Укупно | Мушки | Жене |   |   |   |   |
| ---------- | ------ | -------- | ------ | ----- | ---- | - | - | - | - |
| 60 м       | 2014   | 2016     | 2      | 2     | 0    | 0 | 0 | 0 | 0 |
| Укупно (1) |        |          | 2      | 2     | 0    | 0 | 0 | 0 | 0 |

## Национални рекорди постигнути на светским првенствима у дворани
| Дисцилина | Нови рекорд | Атлетича/ка   | Датум, Место    | Стари рекорд | Атлетича/ка | Датум, Место |
| --------- | ----------- | ------------- | --------------- | ------------ | ----------- | ------------ |
| 60 м М    | 7,14        | Фареса Каписи | 7.3.2014. Сопот |              |             |              |

## Занимљивости
- Најмлађи учесник — мушкараци: Фареса Каписи, 16 год и 227 дана (2014)
- Најмлађи учесник — жене: —
- Најстарији учесник - мушкарци: Шајен Санитоа, 18 год и 12 дана (2016)
- Најстарији учесник - жене: —
- Највише учешћа: 2 х 1 Фареса Каписи (2014), Шајен Санитоа /2016)
- Прва медаља: —
- Најмлађи освајач медаље — мушкарци: —
- Најстарији освајач медаље — мушкарци: —
- Најмлађи освајач медаље — жене: —
- Најстарији освајач медаље — жене: —
- Прва златна медаља: -
- Највише медаља: —
- Најбољи пласман Гвинеје Бисао по билансу медаља: —
- Најбољи пласман Гвинеје Бисао на табела успешности: —